# DCT (비디오카세트 포맷)
DCT는 암펙스가 1992년에 개발하고 선보인 디지털 녹화 컴포넌트 비디오 비디오카세트 포맷이다. D1 포맷을 기반으로 하며, D1의 비압축 녹화 방식과 달리 데이터 압축을 사용한 최초의 디지털 비디오테이프 포맷이었다. D1 (및 D2)과 마찬가지로 3/4인치(19mm) 폭의 테이프가 장착된 유사한 카세트를 사용한다.
이 포맷을 위해 출시된 VCR 모델 중 하나는 암펙스 DCT-1700D였다.

## 개요
이 포맷에서 사용된 데이터 압축 방식인 이산 코사인 변환(DCT)은 포맷과 동일한 약어를 공유하지만, 후자(포맷의 약어는 Data Component Technology를 의미)는 의미가 다르다.
DCT의 데이터 전용 버전인 DST (데이터 저장 기술) 또한 암펙스에 의해 서버 및 기타 기업 지향 IT 시스템의 데이터 백업 및 아카이빙을 위해 동시에 개발되었다. 그러나 1990년대 후반부터 2000년대 초반까지 폭스 방송 및 디스커버리 채널과 같은 텔레비전 네트워크에서 비디오 서버에서 나오는 방송용 프로그램의 비디오 파일 데이터의 대량 저장에 사용되었으며, 서버는 방송을 위해 로봇 DST 테이프 주크박스(예: 암펙스 DST 800 자동 카트리지 라이브러리)와 네트워크로 연결되어 비디오 파일에 접근했다.
DCT는 또한 워너 브라더스와 같은 영화 스튜디오에서 1997년 미국에서 DVD 포맷이 처음 출시될 무렵 일부 첫 영화를 마스터링하는 데 사용되었다.

## 같이 보기
- 디지털 베타캠
- D-5 (파나소닉)